# Skálholtsbók
El Skálholtsbók (el libro de Skálholt), es un manuscrito islandés recopilatorio de varias sagas nórdicas. El manuscrito se encuentra fragmentado: tres grupos de ocho hojas y veinte páginas individuales se han perdido, quedando un remanente de 48 hojas. De todas formas, el manuscrito contiene, en gran parte la Saga Valdimars, Gunnlaugs saga ormstungu, Hallfreðar Vandræðaskálds saga, Hrafns saga Sveinbjarnarsonar, Eiríks saga rauða (completo), Rögnvalds þáttr ok Rauðs (completo), Dámusta saga, Hróa þáttr heimska, Eireks saga víðförla, Stúfs þáttr (completo), Karls þáttur vesæla (completo) y Sveinka þáttur. Se supone que fue escrito por Ólafur Loftsson (¿?-1458), hijo de Loftur ríki Guttormsson, en el norte de Islandia, alrededor del año 1420.
Esta introducción está basada en los datos del catálogo de una exposición publicada en 1998 por el Instituto Árni Magnússon de Islandia.
El contenido muestra que el autor no tenía grandes pretensiones literarias, amplió textos y en algunas secciones se hace ininteligible, pero a diferencia de otros compendios como Hauksbók, es mucho más fiel a los originales.